# 艾略特·高登索
艾略特·高登索（Elliot Goldenthal，1954年5月2日—），美国现代音乐家，艾伦·科普兰和约翰·科利里亚诺的学生，善于混合各种音乐元素，以为电影配乐出名。

## 主要电影作品
- 藥店牛郎（英语：Drugstore Cowboy）（1989）
- 异形3（Alien 3,1992）
- 夜访吸血鬼（Interview with the Vampire: The Vampire Chronicles,1994）（奥斯卡奖提名、金球奖提名）
- 永远的蝙蝠侠（Batman Forever,1995）（格莱美奖提名）
- 盜火線（Heat,1995）
- 傲气盖天（Michael Collins,1996）（奥斯卡奖提名、金球奖提名）
- 杀戮时刻（A Time to Kill，1996）（格莱美奖提名）
- 蝙蝠侠与罗宾（Batman & Robin，1997）
- 深海圓疑（1998）
- 最终幻想：灵魂深处（ Final Fantasy: The Spirits Within，2001）
- 筆姬別戀（Frida，2002）（奥斯卡奖最佳原创音乐、金球奖最佳原创音乐）
- 戀愛心曲（Across the Universe，2007）
- 大犯罪家（Public Enemies，2009）